# Galičnik
Galičnik (makedonsky: Галичник) je horská vesnice v Severní Makedonii a spolu s neosídlenou vesnicí Lazaropole je jednou z největších a nejstarších osad v regionu, kde žili tzv. Mijaci. Vesnice spadá pod opštinu Mavrovo a Rostuša a nachází se v Položském regionu. Galičnik je známý díky své tradiční architektuře - na návsi se nachází amfiteátr a okolo vesnice se rozkládá významná přírodní chráněná oblast. Lidé z Galičniku a severozápadu země připravují tradiční pokrm ze žlutého sýru (Kaškaval). V regionu je známý jako domácí specialita pod názvem belo sirenje, tedy Balkánský sýr.

## Poloha
Vesnice se nachází na úbočí hory Bistra, asi 10 km od umělého Mavrovského jezera a zimního resortu Zare Lazarevski.

## Historie
Vesnice se nachází v etnografickém regionu Mijačija, pojmenovaném podle místních obyvatel Mijaci, kmenu, který po staletí obýval tento horský region. V regionu se nachází bohaté pastviny pro domácí dobytek a právě díky tomu místo lákalo Valachy, pastýře, kteří zde založili osady na chov skotu a pastevectví. V minulosti byla ekonomika Galičniku závislá na hospodářských zvířatech (především na prodeji ovčí vlny a masa), produkci sýru, masa a vlněných výrobků. Spousta rodin s velkými stády žila díky chovu dobytka v bohatství a přezdívalo se jim chobani - od slova pastevci.
Byla zde silná tradice nazývaná pečalba, sezónní práce, kdy spousta mužů z vesnice odešlo do větších měst, aby si vydělalo více peněz a zároveň zpropagovali svou rodnou vesnici, aby městští lidé přijížděli do vesnice nakupovat. Tradičně pobývali mimo vesnici několik měsíců či let. Během svého odchodu vydělali pro své rodiny dostatek peněz či zbohatli natolik, že jich nemuseli pracovat.

## Události
Nejvíce důležitou událostí je Galička Svadba, tradiční svatební průvod, konající se každý rok v létě (v červenci) ve stejný den, kdy je svátek Petrovden (den sv. Petra). Během svatby tančí muži tradiční tanec Teškoto (v překladu těžký) - ten symbolizuje příchod změn do života.
Každoročně se také v Galičniku pořádá malířská kolonie, kdy významní umělci přijedou tvořit svá díla do přírodního prostředí.